# Jamilia Craft
Jamilia Craft (Filadelfia, 1991) è una wrestler statunitense, meglio conosciuta per le sue apparizioni in Shimmer Women Athletes, Pro Wrestling Respect, Ring of Honor e WXW.
Attualmente lavora per diverse promotions indipendenti nel Nord degli Stati Uniti e anche nella promotion tutta al femminile della Shimmer Women Athletes.

## Carriera

### Pro Wrestling Respect
Allenata da Daizee Haze e Delirious Jamilia Craft ha fatto il suo debutto nel mondo del pro wrestling il 24 gennaio 2010 nel primo show della federazione satellite della Ring of Honor, la Pro Wrestling Respect. Nel suo primo match da pro si è confrontata con l'allora SHIMMER Champion MsChif e a trionfare in un incontro di 7 minuti è stata MsChif, con il suo patentato Desecrator. Nel secondo show è riuscita a fare meglio facendo coppia con Rayna Von Tash, un'altra allieva di Daizee Haze e Delirious, contro MsChif e Daizee Haze. Il team delle Rookies è riuscita ad ottenere la vittoria dopo che MsChif si è fatta squalificare per aver usato il Green Mist su Rayna Von Tash. Nel terzo show è tornata di nuovo in singolo lottando un match contro Courtney Prezleigh, l'ex OVW Women's Champion Reggie, e ottenendo la vittoria con uno Spear. Jamilia ha quindi continuato a vincere ottenendo una winning streak, schienando anche Mia Yim in un Singles Match nel quarto show utilizzando ancora una volta il suo Spear.

### SHIMMER Women Athletes
Il 5 marzo 2010 è stato annunciato da Dave Prazak, sullo SHIMMER Forum, che Jamilia Craft avrebbe preso parte agli SHIMMER Tapings per la prima volta nella sua carriera il 10 e 11 aprile 2010. Jamilia Craft ha fatto il suo debutto nel Volume 29 dove si è confrontata con la veterana della SHIMMER Mercedes Martinez, presente sin dai primi Volumi. Dopo un match molto lottato Jamilia Craft ha dovuto arrendersi all'avversaria dopo aver subito un Fisherman Buster. Più tardi quella sera, dopo il match tra Daizee Haze e Misaki Ohata, Jamilia è intervenuta per evitare che la sua mentore perdesse le staffe per la sconfitta e facesse qualcosa per cui pentirsi. Tuttavia Daizee ha turnato heel spiazzando Jamilia con un Tiger Suplex nel centro del quadrato. Questo ha portato ad un Tag Team Match nel Volume 30 dove Daizee Haze e Tomoka Nakagawa sono riuscite a sconfiggere il team di Jamilia Craft e Misaki Ohata. La Craft, dopo aver saltato il Volume 31, ha fatto il suo ritorno in singolo ottenendo una vittoria totalmente inaspettata sulla veterana del quadrato Malia Hosaka con un quick roll-up.
L'11 novembre 2010 è tornata in azione nel Volume 33 perdendo un match contro Cat Power. Jamilia Craft ha continuato a perdere anche nel Volume 34, perdendo un opening match contro Kellie Skater.

### Ring of Honor
In poco più che sei mesi Jamilia Craft è stata impressionante, tanto da guadagnare anche una shot ai tapings dell'edizione televisiva della Ring of Honor. Jamilia Craft ha fatto il suo debutto per la ROH on HDNET il 5 luglio 2010 contro Daizee Haze, sfortunatamente però non è riuscita ad ottenere la vittoria meritata. Tuttavia Jamilia Craft ha avuto una seconda possibilità il 19 luglio 2010 quando ha lottato contro la Former SHIMMER Champion Sara Del Rey senza ottenere neanche questa volta i risultati sperati.

## Nel wrestling
- Finishing Move
  - Spear[15]
- Signature Moves
  - Inverted DDT
  - Springboard Crossbody
  - Dropkick to Face
  - Diving Clothesline
  - Sunset Flip
- Nicknames
  - Jumping
- Managers
  - Rayna Von Tash

## Titoli e riconoscimenti
Dominion Wrestling Federation
- DWF Women's Champion (1)